# Droga wojewódzka 517
Die Droga wojewódzka 517 (DW 517) ist eine polnische Woiwodschaftsstraße. Sie verläuft in West-Ost-Richtung im Osten der Woiwodschaft Pommern innerhalb des Powiat Sztumski (Kreis Stuhm). Auf einer Länge von etwa 14 Kilometern verbindet sie die Landesstraße (DK) 55 mit den Woiwodschaftsstraßen DW 515 und DW 522.

## Streckenverlauf
Woiwodschaft Pommern
- Powiat Sztumski (Kreis Stuhm):
  - Sztum (Stuhm) (→ DK 55: Nowy Dwór Gdański (Tiegenhof)–Malbork (Marienburg in Westpreußen)–Kwidzyn (Marienwerder in Westpreußen)–Grudziądz (Graudenz)–Stolno, und DW 603: Biała Góra (Weißenberg)–Sztum)
  - Przedzamcze
  - Górki (Gurken, 1938–45 Berghausen) (→ DW 522: Górki–Mikołajki Pomorskie (Nikolaiken, 1938–45 Niklaskirchen)–Prabuty (Riesenburg)–Sobiewola (Eigenwill))
  - Mleczewo (Mletzewo, 1926–45 Heinrode)

- X Staatsbahn (PKP)-Linie 9: Warschau–Danzig X
  - Kleczewo (Kleezen)
  - Stary Targ (Altmark)

- X PKP-Linie 222: Małdyty (Maldeuten)–Malbork (Marienburg) X
  - Tropy Sztumskie (Troop) (→ DW 515: Malbork (Marienburg)–Dzierzgoń (Christburg)–Susz (Rosenberg in Westpreußen))